# Trần Văn Sớm
Trần Văn Sớm (1918 - 2004) là nhà cách mạng Việt Nam, Ủy viên Ban Chấp hành Trung ương Đảng Cộng sản Việt nam, Phó Trưởng ban Nội chính Trung ương.

## Cuộc đời
Ông quê tại xã Long Điền, huyện Giá Rai, tỉnh Bạc Liêu. Năm 1936, ông tham gia phong trào Đông Dương Đại hội, được kết nạp vào Đảng Cộng sản.
Năm 1940, tham gia Nam kỳ Khởi nghĩa. Sau khi khởi nghĩa thất bại, ông tham gia khôi phục phong trào, làm Bí thư Ban cán sự tỉnh Bạc Liêu (Bí thư tỉnh ủy) gồm Trần Văn Sớm, Huỳnh Chiếu Phú, Hà Quang Nam, Võ Văn Truyện, Võ Thị Hoa. 
Năm 1943 ông bị bắt, bị kết án, đày ra Côn Đảo.
Tháng 9-1945 được Chính quyền cách mạng đón về Nam Bộ.
Trong hai cuộc kháng chiến ông giữ nhiều chức vụ quan trọng, Ủy viên Khu Tây Nam Bộ, Bí thư Tỉnh ủy Bạc Liêu (1948 – 1953), Phó Trưởng ban Nội chính Trung ương , Phó Chủ nhiệm Ủy ban Kiểm tra Trung ương .
Tại Đại hội Đảng IV (1976) ông được bầu vào Ban Chấp hành Trung ương Đảng cộng sản Việt Nam.
Ông nghỉ hưu năm 1991 và mất tại thành phố Hồ Chí Minh vì bệnh nặng.